# Ray Bateman, Jr.
Raymond Henry „Ray“ Bateman, Jr. (* 9. August 1955 in Somerville, New Jersey; † 1. Februar 1990 in Bridgewater, New Jersey) war ein US-amerikanischer Rennrodler.

## Leben
Ray Bateman studierte Wirtschaft an der University of Vermont, wo er auch im Rugby und Fußball aktiv war. Später arbeitete er als Versicherungsvertreter in Somerville. Außerdem war er als Rennfahrer und Squashspieler aktiv. Sein Bruder Doug war ebenfalls als Rodler aktiv.
Bateman trat im Doppelsitzer mit Frank Masley an. Zusammen wurden sie 1980, 1983 und 1984 nationale Meister im Rennrodeln. 1980 nahmen sie an den Olympischen Winterspielen in Lake Placid teil. Dort erreichten sie den 18. Platz. Vier Jahre später, bei den Winterspielen 1984 in Sarajevo konnten sie sich auf Rang 13 verbessern.